# Alexander Crum Brown

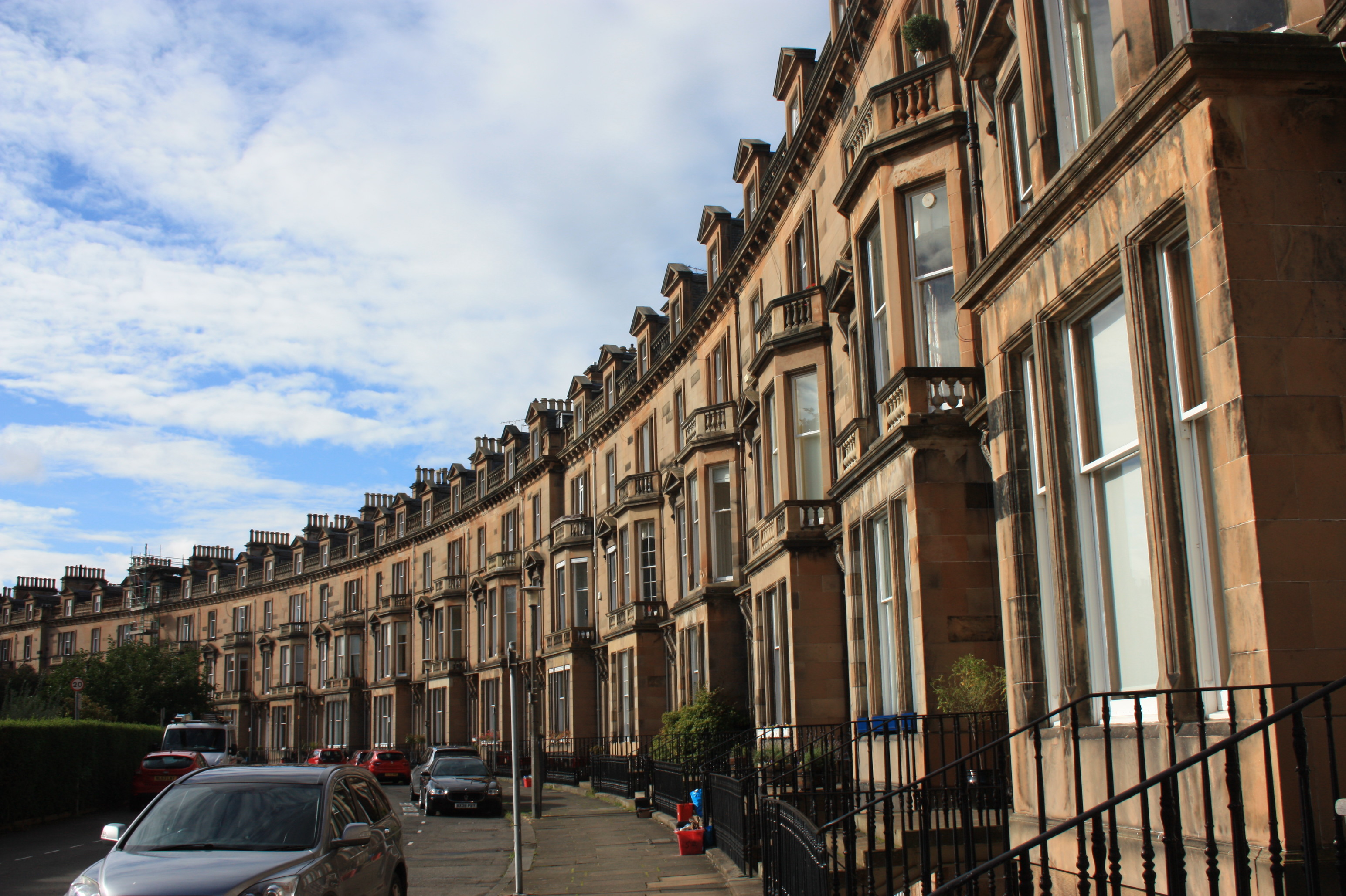
Belgrave Crescent, Édimbourg

Alexander Crum Brown (26 mars 1838-28 octobre 1922) est un chimiste organique écossais.

## Jeunesse et éducation
Alexander Crum Brown est né au 4 Bellevue Terrace à Édimbourg. Sa mère, Margaret Fisher Crum (décédée en 1841), est la sœur du chimiste Walter Crum, et son père, le révérend John Brown (1784-1858), est ministre de l'église Broughton Place à l'extrémité est de la nouvelle ville d'Édimbourg. Crum Brown est baptisé le 6 mai 1838. Il est le demi-frère du médecin et essayiste John Brown.
Pendant cinq ans, il étudie à la Royal High School, puis pendant un an à la Mill Hill School de Londres. En 1854, il entre à l’Université d'Édimbourg où il étudie d’abord les arts puis la médecine. Il est médaillé d'or en chimie et philosophie naturelle et obtient une maîtrise en 1858. Poursuivant ses études de médecine, il reçoit son doctorat en médecine en 1861.
À cette époque, il étudie également pour obtenir un diplôme en sciences à l'Université de Londres et devient en 1862 le premier docteur en sciences de l'Université de Londres. Après avoir obtenu son diplôme de l'Université d'Édimbourg, il poursuit ses études de chimie en Allemagne, d'abord sous la direction de Robert Bunsen à l'Université de Heidelberg, puis à l'Université de Marbourg sous la direction d'Hermann Kolbe.

## Carrière académique
En 1863, il retourne à l'Université d'Édimbourg en tant que maître de conférences extra-académique en chimie. En 1869, il est nommé professeur de chimie, occupant la chaire jusqu'à sa retraite en 1908. Dans sa candidature à ce poste, il est soutenu par des chimistes célèbres tels que Baeyer, Beilstein, Bunsen, Butlerov, Erlenmeyer, Hofmann, Kolbe, Volhard et Wöhler.
La chaire de chimie Crum Brown de l'Université d'Édimbourg est créée en 1967 en son honneur.
Il est élu membre de la Royal Society of Edinburgh en 1863 et reçoit la médaille Keith pour 1873-1875. Il est vice-président de la Société de 1905 à 1911.
En 1867, il est élu membre de la Harveian Society d'Édimbourg et en est l'un des secrétaires de 1881 à 1903. Il est président de la Société en 1899. En 1883, il est élu membre du Club d'Esculape.

## Recherches

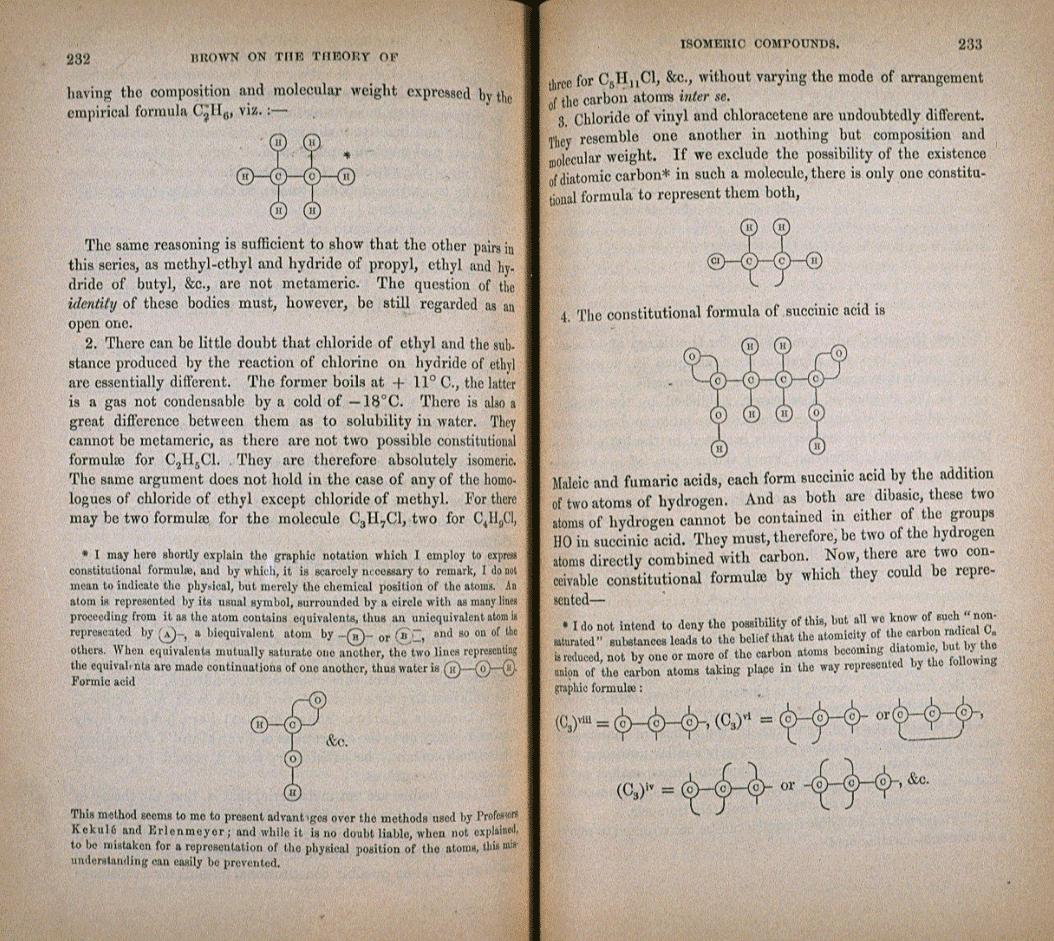
Extrait de l'article d'Alexander Crum Brown

Le travail pionnier de Crum Brown concerne le développement d'un système de représentation des composés chimiques sous forme schématique. En 1864, il commence à dessiner des images de molécules, dans lesquelles il entoure les symboles des atomes dans des cercles et utilise des lignes pointillées pour relier les symboles atomiques entre eux de manière à satisfaire la valence de chaque atome. Les résultats de ses travaux sont  publiés en 1864 et réimprimés en 1865.
Bien que Crum Brown n'ait apparemment jamais envisagé la pratique de la médecine, sa formation lui donne un intérêt pour la physiologie et la pharmacologie. Cela l'amène à collaborer entre 1867 et 1868 avec Thomas Richard Fraser, un éminent diplômé en médecine, dans une recherche pionnière d'importance fondamentale sur le lien entre la constitution chimique et l'action physiologique. Leur méthode « consiste à effectuer sur une substance une opération chimique qui doit introduire un changement connu dans sa constitution, puis à examiner et comparer l'action physiologique de la substance avant et après ce changement. » Le changement considéré est l'addition d'iodure d'éthyle à divers alcaloïdes et comparaison des iodures (et des sulfates correspondants) ainsi obtenus avec les chlorhydrates des alcaloïdes d'origine. Des régularités frappantes sont observées, entre autres « que lorsqu'une base nitrile [tertiaire] possède une action semblable à celle de la strychnie, les sels des bases ammonium [quaternaires] correspondantes ont une action identique à celle du curare [poison]. » 
Il découvre la double liaison carbone de l'éthylène, qui va avoir des implications importantes pour l'industrie moderne des plastiques. Il apporte également d'importantes contributions à la pharmacologie et travaille dans les domaines de la physiologie, de la phonétique, des mathématiques et de la cristallographie.
Au cours des années 1880, Crum Brown étudie des combinaisons de couleurs, d'encres et de motifs qui aident la Bank of Scotland à fabriquer des billets de banque impossibles à fabriquer à l'aide de la photographie. Les billets de banque infalsifiables sont achevés en 1885. Cependant, en novembre 1888, des contrefaçons de ces billets de banque sont découvertes à Glasgow et à Édimbourg, réalisés par John Hamilton Gray Mitchell, qui a fait remarquer le faux en utilisant des médiums artistiques traditionnels. La Bank of Scotland modifie alors la conception des billets de banque.
En 1912, il introduit le nom de kérogène pour désigner la matière organique insoluble présente dans les schistes bitumineux.

## Vie privée
Bien que physiquement peu robuste, il est rarement malade. Il passe une grande partie de ses vacances à se promener dans les Highlands écossaises et en Europe.
En 1866, il épouse Jane Bailie Porter (décédée en 1910). Porter est la sœur de William Archer Porter, James Porter et Margaret Archer Porter, épousé du physicien Peter Tait.
Crum Brown est décédé le 28 octobre 1922, à l'âge de 84 ans, et est enterré sur la terrasse sud obscurcie du cimetière Dean.